# 司法精神医学
司法精神醫學是精神醫學的一個分支，和犯罪學關係密切。該學科將法律與精神醫學聯繫在一起。司法精神科醫師會將精神醫學相關的證據（如確定當事人的就審能力、刑事責任能力、行為能力…等）提交给法院，也会為患有精神疾病的犯罪者提供精神藥物治療、心理治療等醫療服務。
司法精神醫學是精神醫學專科，其運用科學技术及臨床專業能力於各種司法事件，包括民事、刑事、矯治、管制或立法等，也可以在某些特殊事項，例如風險評估或雇用，提供諮詢。而司法精神鑑定意指透過上述專業，提供法庭在審查的專家意見，以供參考。在刑事的部分，包括責任能力、訴訟能力、作證能力、受刑能力等；民事的部分，包括監護或輔助、婚姻、親權能力、職業災害、損害賠償、遺囑分配等。其範疇包括: 
1. 刑法領域的責任能力、訴訟能力、證據能力、受刑能力等。
2. 民法領域的行為能力、禁治產、婚姻、離婚、遺囑等。
3. 精神鑑定方法與鑑定人之角色。
4. 虞犯、犯罪與精神障礙間的關係與犯罪精神醫學、犯罪精神病理學。
5. 精神病犯之治療與社會適應預後的評估（病犯之治療與社會復歸、矯治機構內之治療、預測其危險性與再犯之防止等）。
6. 精神障礙病患之治療及有關社會生活之法律（如精神衛生法）

「Forensic」源自拉丁文之「Forum」，古代人公開討論與大眾有關的事務。引申到目前的司法精神醫學，其鑑定報告是要公開接受公論的。鑑定精神科醫師與被鑑定人之間既非私人，也不是醫病治療關係。精神科醫師協助司法系統處理精神疾病者涉及法律的問題，以維護社會及病人的安全。司法精神醫學以精神醫學知識協助司法系統處理精神疾病者之刑事責任能力（criminal responsibility），犯罪當時的精神能力（competence at the time of a crime），作證能力（testamentary capacity），兒童監護權（child custody），及提供其他精神科意見供司法做判斷參考。 
鑑定報告並非僅提供精神疾病之診斷。而是必須有全盤的考量，讓司法系統能信任所看到的是專家報告。原則上應以直接面談檢查被鑑定者，再綜合其他所能獲得的佐證資料完成鑑定報告。只有在嘗試所有可能辦法而仍無法直接做檢查時，才能根據書面資料做鑑定報告。鑑定應遵守保密原則。鑑定醫師應告知被鑑定人，雙方並非醫病關係，醫師是受什麼機構委託而進行精神評估工作，以及對鑑定所獲資料如何處理，並說明此資料只能提供給授權委託鑑定的司法單位，不得向其他非相關單位透露。在監獄工作的司法精神醫學專家，必須謹守醫師立場，既不扮演司法系統的偵探角色，也不可偏袒受刑人對抗管理單位。
臺灣司法精神鑑定承襲自日治期間，現代精神醫學的導入，以及國民政府來台，帶來中國法例，並於1950年自台大醫院精神科接受第一例司法精神鑑定個案後，逐漸發展各種模式，目前鑑定的模式包括: 
1. 門診鑑定: 通常為一日，在門診、心測室與檢驗室完成。
2. 留置鑑定: 依據刑事訴訟法，法院可安排七日以內的留置鑑定，送入醫院或其他適當處所。
3. 外展鑑定: 例如民事監護到宅鑑定、重大案件到矯正單位鑑定等。

鑑定內容包括司法精神醫學專科醫師評估、診斷、針對精神疾病與精神狀態在案件中的影響而形成臆斷；心理衡鑑；實驗室檢查、影像學檢查；社工或職能評估等，視案件而異。